# Sciuroleskea
Sciuroleskea är ett släkte av bladmossor. Sciuroleskea ingår i familjen Stereophyllaceae.
Kladogram enligt Catalogue of Life:
| Sciuroleskea | \| \| Sciuroleskea mittenii \| \| \| \| \| \| Sciuroleskea xanthophylla \| \| \| \| |
|              | \| \| Sciuroleskea mittenii \| \| \| \| \| \| Sciuroleskea xanthophylla \| \| \| \| |
|              | Entodontopsis                                                                       |
|              |                                                                                     |
|              | Eulacophyllum                                                                       |
|              |                                                                                     |
|              | Juratzkaea                                                                          |
|              |                                                                                     |
|              | Stenocarpidium                                                                      |
|              |                                                                                     |
|              | Stereophyllum                                                                       |
|              |                                                                                     |
|              | Sciuroleskea mittenii                                                               |
|              |                                                                                     |
|              | Sciuroleskea xanthophylla                                                           |
|              |                                                                                     |

|  | Sciuroleskea mittenii     |
|  |                           |
|  | Sciuroleskea xanthophylla |
|  |                           |